# Chrysoperla nyerina
Chrysoperla nyerina is een insect uit de familie van de gaasvliegen (Chrysopidae), die tot de orde netvleugeligen (Neuroptera) behoort. 
Chrysoperla nyerina is voor het eerst wetenschappelijk beschreven door Navás in 1933.